# 아날로그 모델링 신시사이저
아날로그 모델링 신시사이저(Analog modeling synthesizer)는 디지털 신호 처리 구성 요소와 소프트웨어 알고리즘을 사용하여 기존 아날로그 신시사이저의 사운드를 생성하는 신시사이저이다. 아날로그 모델링 신시사이저는 톤을 디지털 방식으로 복제하기 위해 원래 전자 회로의 동작을 시뮬레이션한다.
이 합성 방법을 가상 아날로그(virtual analog), 즉  VA라고도 한다. 아날로그 모델링 신시사이저는 발진기 피치가 궁극적으로 디지털 시계에 의해 유지되고 디지털 하드웨어는 일반적으로 온도 변화에 덜 민감하기 때문에 실제 아날로그보다 더 안정적일 수 있다.
아날로그 신시사이저는 동시발음의 각 음색에 대해 오실레이터 회로가 필요하지만 아날로그 모델링 신시사이저는 이 문제에 직면하지 않는다. 이는 이들 중 다수, 특히 최신 모델이 실행되는 CPU가 처리할 수 있는 만큼 많은 다성 음색을 생성할 수 있음을 의미한다.
모델링 신시사이저는 대부분의 실제 아날로그 악기에서는 찾아볼 수 없는 패치 저장 기능과 MIDI 지원도 제공한다. 호스트 컴퓨터 운영 체제 내에서 완전히 실행되는 아날로그 모델링 신시사이저는 일반적으로 아날로그 소프트웨어 신시사이저라고 한다.
1987년 출시된 롤랜드 D-50은 아마도 최초의 저렴한 가상 아날로그 신시사이저일 것이지만, 노드 리드가 출시된 1990년대까지는 이 용어가 사용되지 않았다.